# Église La Visitation de la Bienheureuse-Vierge-Marie
Église La Visitation de la Bienheureuse-Vierge-Marie är en katolsk kyrka i Montréal i Kanada. Den byggdes åren 1749-1751.